# Международный фестиваль документального и анимационного кино в Лейпциге
Международный фестиваль документального и анимационного кино в Лейпциге (нем. Internationales Leipziger Festival für Dokumentar- und Animationsfilm, или нем. DOK Leipzig) — ежегодный международный кинофестиваль. Проводится в городе Лейпциг на востоке Германии в федеральной земле Саксония (обычно в октябре—ноябре).
Третий, после Берлинского, по времени появления немецкий кинофестиваль. Впервые состоялся в 1955 году. Кинофорум, заявленный устроителями как смотр короткометражных лент, со временем приобрёл популярность и вышел за границы идеологических рамок, установленных в начале своего существования. Фестиваль класса «А». В 1961–1990 годах проходил под девизом «Фильмы всего мира — во имя мира во всём мире» (нем. Filme der Welt – Für den Frieden der Welt).
Среди членов жюри на фестивале в разные годы присутствовали выдающиеся деятели культуры: Наум Клейман, Сергей Буковский и другие. 

## Программа фестиваля
- Международный конкурс документального и анимационного кино
- Смотр немецких документальных фильмов
- Смотр молодых документалистов
- Информационные и специальные программы
- Ретроспективы
- Кинорынок

## Награды
- приз «Золотой голубь» за документальный фильм
- приз «Серебряный голубь» за документальный фильм
- приз «Золотой голубь» за анимационный фильм
- приз «Серебряный голубь» за анимационный фильм
- спецприз имени Эгона Эрвина Киша
- приз кинокритиков ФИПРЕССИ
- приз Всемирного совета мира
- приз города Лейпцига